# Natura 2000-område nr. 116 Centrale Storebælt og Vresen
Natura 2000-område nr. 116 Centrale Storebælt og Vresen består af det tidligere Natura 2000-område 116 Vresen (H100, F73) og område 165: Sprogø og Halsskov Rev (F98) plus et nyt område ved Storebæltsbroen, der er udpeget for at beskytte Marsvin.
Natura 2000-området består af Habitatområde nr. H100 og fuglebeskyttelsesområderne nr. F73 og F98. Natura 2000-området ligger i Slagelse, Nyborg og Svendborg Kommuner og indenfor
Vandområdedistrikt Jylland og Fyn og Vandområdedistrikt Sjælland i vandplanoplandene Vandplan 1.14 Storebælt  og Vandplan 2.5 Smålandsfarvandet.  Hele området omfatter 63.000 hektar, hvoraf de 99% er hav; Staten ejer 35 ha..

## Områdebeskrivelse
Landområder bestå kun Lejodde med Lejsø på nordsiden af Halsskovhalvøen på det vestlige Sjælland samt øerne Sprogø og Vresen. Kun Vresen er habitatområde, og er også udlagt til vildtreservat med adgangsforbud i yngletiden.
Der er store forekomster af sten på lavt vand findes der omkring Vresen, Sprogø og ved Halsskov Rev. Stenrev har et rigt plante- og dyreliv. I området findes der muslingebanker, som er et vigtigt fødegrundlag for rastende andefugle og de store lavvandede havområder. Havområdet er en del af Storebælt med meget dynamiske forhold i vandmasserne, hvor salt vand fra Kattegat møder ferskere vand fra Østersøen. Den sydlige del af området er relativt beskyttet, mens havområdet længere mod nord er stærkt påvirket af vind, strøm og bølger.